# 新鄂鄂伦春族乡
新鄂鄂伦春族乡是中华人民共和国黑龙江省黑河市逊克县下辖的一个民族乡。

## 行政区划
新鄂鄂伦春族乡下辖以下村级行政区划单位：
新鄂村、浦洛口子村、新春村、新华村和新民村。